# Arlet
Arlet là một xã thuộc tỉnh Haute-Loire nam trung bộ nước Pháp. Xã Arlet nằm ở khu vực có độ cao trung bình 580 mét trên mực nước biển.